# ジェイティフーズ
ジェイティフーズ株式会社（英文社名：JT Foods Co.,Ltd. ）は、かつて東京都品川区に本社を置いていたJTグループの食品会社。テーブルマークの子会社であり、日本たばこ産業 (JT) の孫会社であった。
JTグループでは、2008年7月1日に加工食品事業および調味料事業を加ト吉（現：テーブルマーク）に集約することととし、ジェイティ飲料株式会社を新設してジェイティフーズの飲料事業のうち販売機能を移管した。同日付でジェイティフーズの全株式がJTから加ト吉に譲渡され、同社の子会社となった。ジェイティ飲料株式会社は、2015年9月をもって事業撤退し会社解散した。

## 沿革
- 1935年：日本窒素肥料（チッソおよび旭化成の前身）がうま味調味料「旭味」発売。製造は旭ベンベルグ絹絲（旭化成の前身）。
- 1949年6月：GHQの示唆により、たばこ・塩・樟脳の専売業務を行ってきた大蔵省専売局から独立して日本専売公社が発足。
- 1982年7月：旭化成本体から食品事業子会社として旭フーズを分離。
- 1985年4月：日本専売公社財産の全額出資により日本たばこ産業を設立。この時点では、たばこ事業は民営化したが、塩事業は専売事業のまま存続。
- 1985年：日本たばこ産業が新規事業推進のため事業開発本部を設置。
- 1988年：日本たばこ産業が「HALFTIME」ブランドで飲料事業参入。飲料販売子会社のジェイティ飲料（初代）設立。
- 1990年：日本たばこ産業に食品事業部が発足[1]。
- 1995年：果汁入りゼリー飲料「ひんやり夏みかんゼリー」の販売開始。
- 1996年：清涼飲料水「桃の天然水」の販売開始。
- 1997年4月：塩専売制度の廃止に伴い、日本たばこ産業における塩事業を財団法人塩事業センターに移管。
- 1998年2月：日本たばこ産業がピルスベリージャパンの食品事業を取得。米国ピルスベリー社（グリーンジャイアント）との協業による加工食品事業への本格参入。「グリーンジャイアント」ブランドでの冷凍野菜の製造販売を開始（後にJTグループの事業再編に伴いテーブルマーク（旧・加ト吉）へ移管）。
- 1998年4月：日本たばこ産業がユニマットコーポレーションと資本・業務提携し、株式の過半数を取得。
- 1999年1月：日本たばこ産業が旭化成工業の食品事業（旭フーズなど子会社8社を含む）を取得[2][1]。
- 2000年：加ト吉と日本たばこ産業が冷凍食品分野で業務提携[1]。
- 2000年：キーコーヒーとの共同ブランド製品「Roots」の販売開始。
- 2001年4月：ジェイティフーズと旭フーズが合併、存続会社はジェイティフーズ。
- 2002年6月：乳酸菌飲料「SenoBy」の販売開始。
- 2003年4月：ジェイティフーズとジェイティ飲料（初代）が合併、存続会社はジェイティフーズ。
- 2003年11月：ドトールコーヒーとの提携により「DOUTOR」ブランド飲料の販売開始。
- 2008年1月：ジェイティフーズが中国から輸入販売した冷凍餃子による食中毒事件発生（後述）。
- 2008年4月：日本たばこ産業が加ト吉（現：テーブルマーク）の議決権をすべて保有[1]。
- 2008年7月：加ト吉の子会社となる。ジェイティ飲料（2代）を新設し飲料販売を同社に移管。
- 2013年3月：JTとゼネラル・ミルズ社との契約終了を受け、JTグループは日本国内での「グリーンジャイアント」ブランドの冷凍野菜の販売を終了、家庭用冷凍野菜事業から撤退[3]。
- 2015年2月：同年9月をもって飲料製品の製造・販売から撤退することを発表[4]。これに伴い「DOUTOR」ブランド飲料は同年4月よりアサヒ飲料へ移管。
- 2015年7月：株式会社ジャパンビバレッジホールディングスと株式会社ジャパンビバレッジエコロジーの全株式のうち、日本たばこ産業保有分とジェイティエースター株式会社の全株式及び、「Roots」と「桃の天然水」の2ブランドをサントリー食品インターナショナル株式会社へ譲渡[5]。
- 2015年9月：飲料製品の製造販売事業を終了。

## 製品

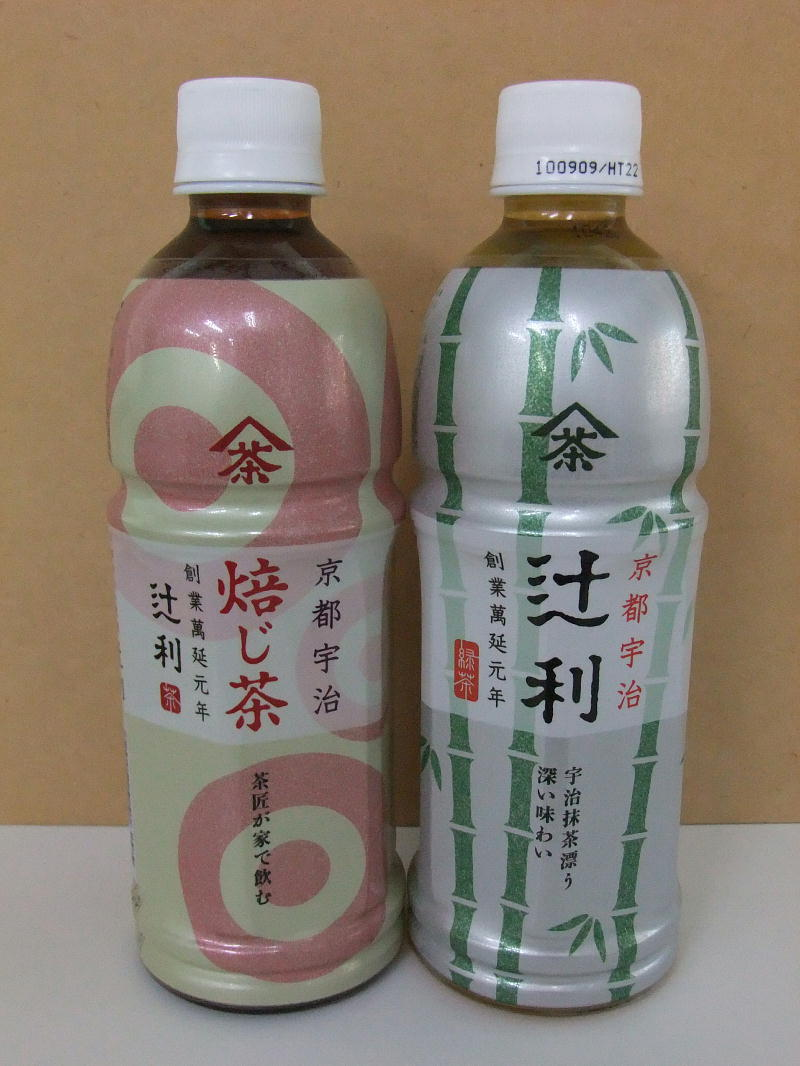
緑茶飲料「辻利」

### 主な製品（事業終了時点）
- 冷凍食品
  - お弁当大人気
  - いまどき和膳
  - 中華deでごちそう
- 調味料
  - OLD EL PASO（オールドエルパソ）：メキシカン・フード用の調味料（サルサなど）
  - 旭味：低核酸系うま味調味料
  - ミタス：鰹節・椎茸・昆布・鶏ガラ風味の複合調味料
- 製パン材料

### 過去の主な製品
かつて飲料商品および自動販売機ともに「HALFTIME」（ハーフタイム）ブランドを掲げていたが廃止された。のちに、JTが飲料事業から撤退するまでの間、ジェイティフーズのソフトドリンクを中心としたジャパンビバレッジの自動販売機には、日本たばこ産業のコーポレートスローガンでもある「delight」（ディライト）というブランドが掲げられていた。
- ソフトドリンク（清涼飲料水）
  - Roots（ルーツ）：缶コーヒー
  - Miss Parlor（ミスパーラー）：桃の天然水、ひんやり夏みかんゼリー 等、おやつ系飲料ブランド
  - SenoBy（セノビー）：乳酸菌飲料
  - 辻利（つじり）：緑茶飲料
  - 桃の天然水スパークリング：炭酸飲料
  - スーパーハイオク（旧ハイオク）：炭酸飲料
  - 沖縄黒糖コーラ：炭酸飲料
- 栄養ドリンク
  - ローヤルスター：医薬部外品
  - ローヤルエナジー
- 冷凍食品
  - グリーンジャイアント (Green Giant) ：冷凍野菜

## 不祥事
2008年1月30日、中国の天洋食品が製造し、ジェイティフーズが輸入、同社及び日本生活協同組合連合会などが販売した冷凍餃子に、製造工場で有機リン系農薬メタミドホスが混入されたことによる食中毒事件が発生した。